# Chelsworth
Chelsworth är en by (village) och en civil parish i Babergh, Suffolk i sydöstra England. Orten har 146 invånare. Den har en kyrka. Byn nämndes i Domedagsboken (Domesday Book) år1086, och kallades då Cerleswrda.